# Rondeau
Rondeau (hay rodeaux) là một hình thức thơ Pháp, cùng với ballade và virelai là một trong ba hình thức thơ phổ nhạc vào cuối thế kỷ 13 cho đến thế kỷ 15. Rondeau không liên quan gì đến rondo, là một hình thức âm nhạc thời ba rốc. Người ta tin rằng rondeau bắt nguồn từ các vũ khúc khi biểu diễn có nhóm hát bè điệp khúc xen kẽ với ca sĩ độc tấu.

## Các nhà soạn nhạc nổi bật
- Adam de la Halle
- Guillaume de Machaut
- Guillaume Dufay
- Jean-Baptiste Lully
- Louis Couperin